# Liste der Biografien/Lup
Liste der Biografien |
Portal Biografien |
Personensuche
# |
A |
B |
C |
D |
E |
F |
G |
H |
I |
J |
K |
L |
M |
N |
O |
P |
Q |
R |
S |
T |
U |
V |
W |
X |
Y |
Z |
?
 
La |
Lb |
Lc |
Le |
Lg |
Lh |
Li |
Lj |
Ll |
Lm |
Lo |
Lp |
Lt |
Lu |
Lv |
Lw |
Lx |
Ly |
Lz
 
Lua |
Lub |
Luc |
Lud |
Lue |
Luf |
Lug |
Luh |
Lui |
Luj |
Luk |
Lul |
Lum |
Lun |
Luo |
Lup |
Luq |
Lur |
Lus |
Lut |
Luu |
Luv |
Luw |
Lux |
Luy |
Luz
Die Liste der Biografien führt alle Personen auf, die in der deutschsprachigen Wikipedia einen Artikel haben. Dieses ist eine Teilliste mit 141 Einträgen von Personen, deren Namen mit den Buchstaben „Lup“ beginnt.

## Lup

### Lupa
- Lupa, Krystian (* 1943), polnischer Theaterregisseur
- Lupa, La (* 1947), Schweizer SängerinLa Lupa (* 1947)

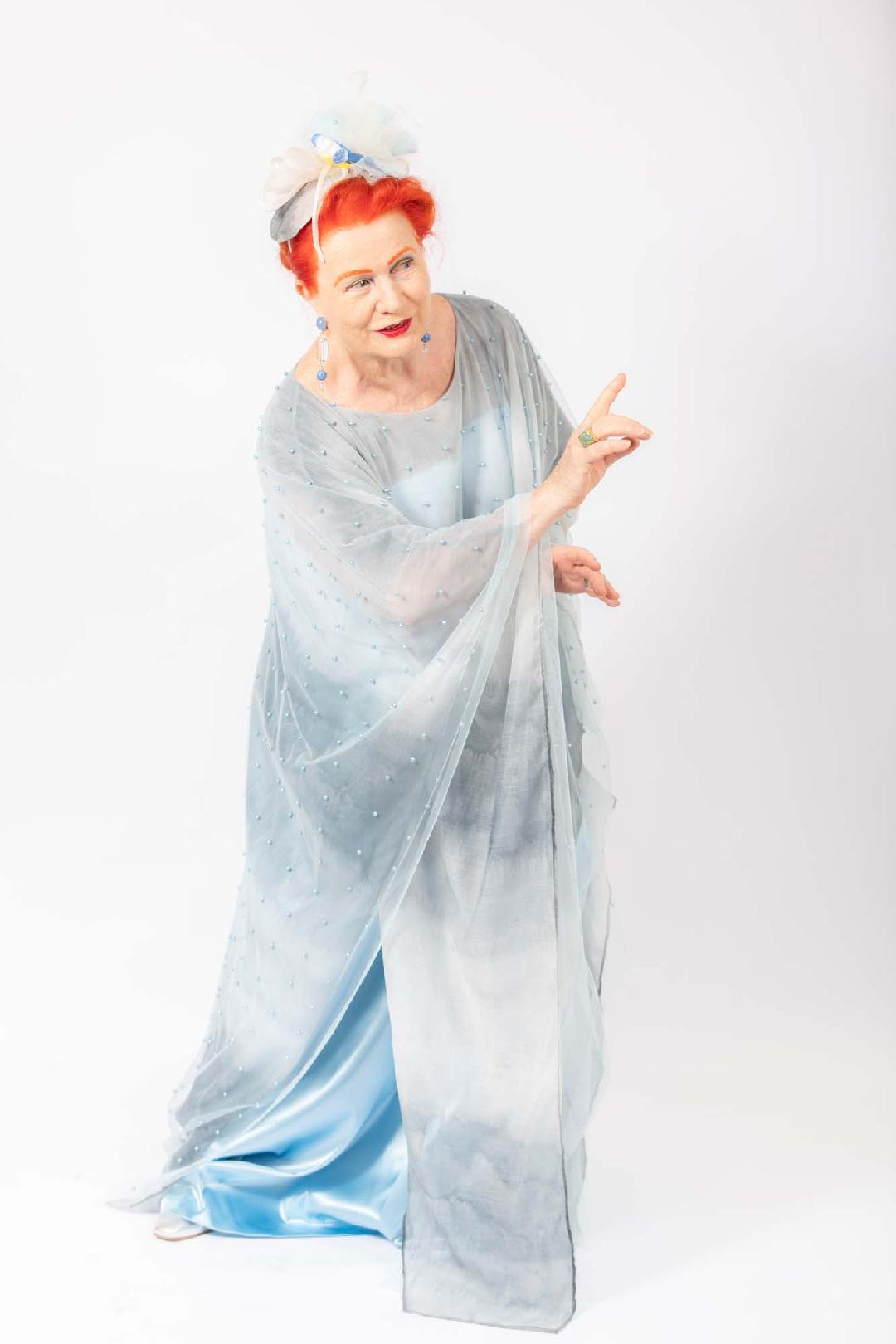
La Lupa (* 1947)

- Lupáč z Hlaváčova, Prokop († 1587), Schriftsteller und Historiker
- Lupac, Margaretha (1910–1999), österreichische Mäzenin und Stifterin
- Lupáč, Martin († 1468), Theologe und Diplomat der Hussiten
- Lupano, Giorgio (* 1969), italienischer Schauspieler
- Lupanow, Oleg Borissowitsch (1932–2006), sowjetisch-russischer Mathematiker, Kybernetiker und Hochschullehrer
- Lupart, Ulrich (* 1951), deutscher Politiker (DSU, AfD)
- Lupas, Andrei (* 1963), deutsch-rumänischer Biochemiker, Molekularbiologe und Bioinformatiker
- Lupaș, Emil Pavel (* 1974), rumänischer Radrennfahrer
- Lupaș, Ioan (1914–1981), rumänischer Fußballspieler und -trainer
- Lupașc, Vasile (* 1974), rumänischer Historiker und Autor
- Lupaschuk, Ross (* 1981), kanadischer Eishockeyspieler
- Lupașcu, Camelia (* 1986), rumänische Ruderin
- Lupașcu, Răzvan (* 1978), rumänischer Eishockeyspieler und -trainer
- Lupatelli, Cristiano (* 1978), italienischer Fußballspieler

### Lupb
- Lupberger, Werner (* 1975), südafrikanischer Autorennfahrer

### Lupe
- Lupe, Justine (* 1989), US-amerikanische Filmschauspielerin
- Lupeika, Anicetas (* 1936), litauischer Politiker, Bürgermeister von Akmenė
- Lupeikis, Remigijus (* 1964), litauischer Radrennfahrer
- Lupekin, German Petrowitsch (1919–2016), sowjetischer bzw. russischer Theaterschauspieler, Filmschauspieler und Regisseur
- Lupercio, Ernesto (* 1970), mexikanischer Mathematiker
- Lupercus von Eauze, Erzbischof von Eauze
- Luperini, Fabiana (* 1974), italienische Radrennfahrerin
- Luperón, Gregorio (1839–1897), dominikanischer Militär und Staatsführer
- Luperto, Sebastiano (* 1996), italienischer Fußballspieler
- Lüpertz, Markus (* 1941), deutscher Maler, Grafiker und BildhauerMarkus Lüpertz (* 1941)

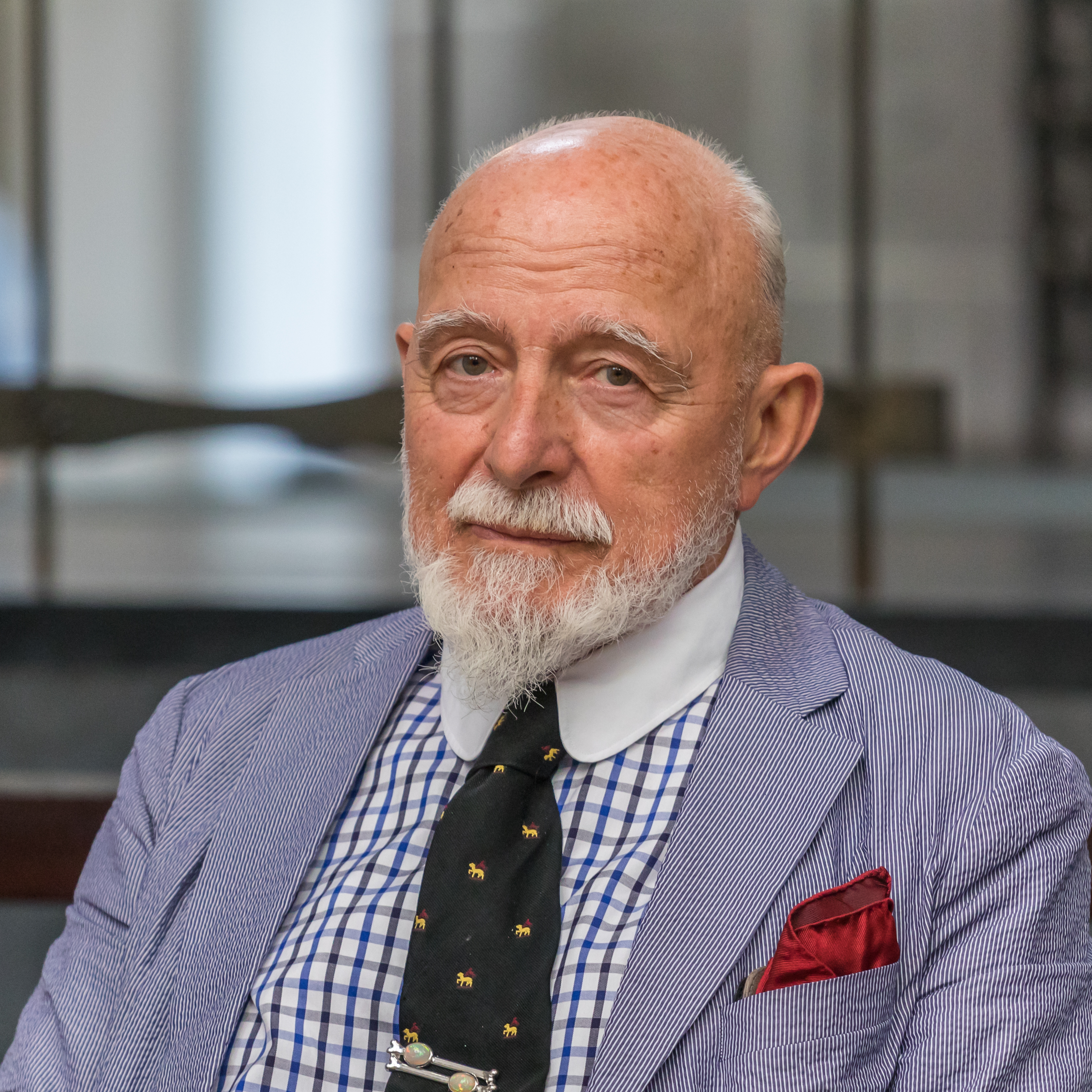
Markus Lüpertz (* 1941)

- Lupescu, Ioan (* 1968), rumänischer Fußballspieler, -trainer und -funktionär
- Lupescu, Jannick (* 1993), niederländischer Tennisspieler
- Lupescu, Magda (1896–1977), dritte morganatische Ehefrau des rumänischen Königs Karl II.
- Lupescu, Nicolae (1940–2017), rumänischer Fußballspieler und -trainer
- Lupeta, Jucie (* 1993), portugiesischer Fußballspieler
- Lupetey, Yurisleidy (* 1981), kubanische Judoka
- Lupetino, Baldo († 1556), Franziskaner und lutherischer Märtyrer
- Lupette, Léonce W. (* 1986), deutscher Autor und Übersetzer

### Lupf
- Lupfdich, Johannes († 1518), deutscher Rat und Advokat
- Lupfen, Johann von (1487–1551), Fürstbischof von Konstanz (1532–1538)
- Lupfen-Stühlingen, Johann, von (* 1370), Graf und Hofrichter
- Lüpfert, Sophie (* 1983), deutsche Theaterschauspielerin

### Lupi
- Lupi, Daniel (* 1961), US-amerikanischer Filmproduzent
- Lupi, Gianpiero (1942–2013), Schweizer Divisionär und Oberfeldarzt der Schweizer Armee
- Lupi, Italo (1934–2023), italienischer Architekt, Grafikdesigner, Museumsgestalter sowie Autor
- Lupi, Johannes († 1539), franko-flämischer Komponist der Renaissance
- Lupi, Maurizio (* 1959), italienischer Politiker, Mitglied der Camera dei deputati
- Lupi, Miguel Ângelo (1826–1883), portugiesischer Maler
- Lupi, Renato (1920–2000), italienischer Schauspieler
- Lupi, Roberto (1908–1971), italienischer Komponist, Dirigent und Musiktheoretiker
- Lupi, Vittorio (* 1941), italienischer Geistlicher, emeritierter römisch-katholischer Bischof von Savona-Noli
- Lupianus, spätantiker römischer Heermeister
- Lupicinus, spätantiker römischer Offizier, comes in Thrakien
- Lupicinus, römischer Heermeister (magister militum)
- Lupicinus von Condat, Eremit, Klostergründer und Heiliger
- Lupien, Gilles (1954–2021), kanadischer Eishockeyspieler und Spielerberater
- Lupien, Isaac (* 1995), kanadischer Schauspieler, Tänzer, Tanzlehrer und Choreograf
- Lupien, Tabitha (* 1988), kanadische Schauspielerin und Tänzerin
- Lupin, Friedrich von (1771–1845), deutscher Mineraloge, Paläontologe und Geologe
- Lupin, Hugo von (1829–1902), württembergischer Generalleutnant und Kommandant von Stuttgart
- Lupin, Kurt von (1867–1938), deutscher Generalmajor der Reichswehr
- Lupinacci, Ercole (1933–2016), italienischer Geistlicher, Bischof von Lungro
- Lupinacci, Julio César († 2008), uruguayischer Diplomat
- Lupino, Ida (1918–1995), britische Schauspielerin, Regisseurin, Autorin, FilmproduzentinIda Lupino (1918–1995)

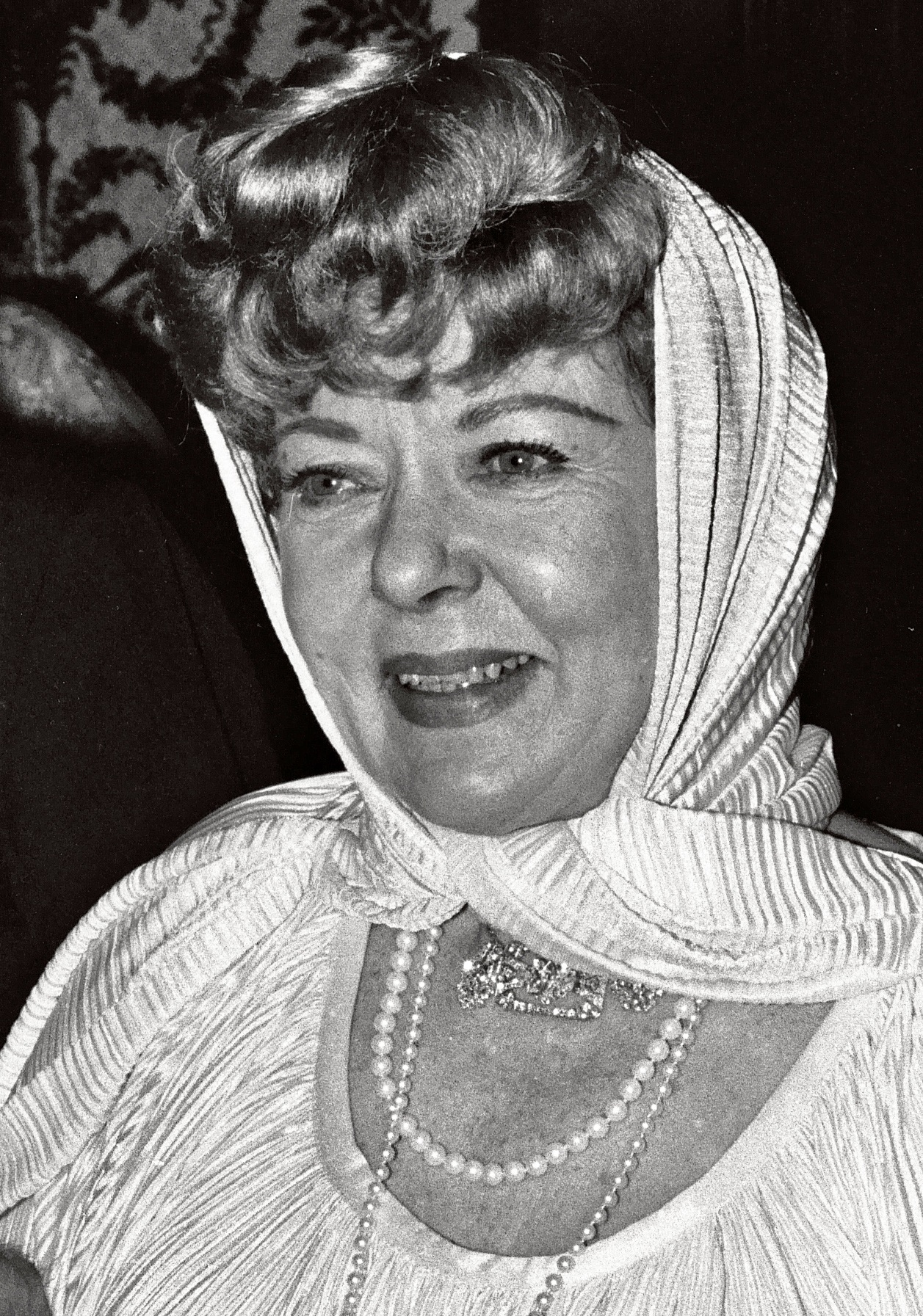
Ida Lupino (1918–1995)

- Lupino, Nathalie (* 1963), französische Judoka
- Lupino, Rita (1921–2016), britische Filmschauspielerin
- Lupinski, Vinzent von (1786–1862), preußischer Generalleutnant und Ehrenbürger von Gleiwitz
- Lupis, Giuseppe (1896–1979), italienischer Politiker

### Lupk
- Lupka, Elisabeth (1902–1949), deutsche KZ-Aufseherin in verschiedenen Konzentrationslagern
- Lüpke, Burghard von (* 1939), deutscher Forstwissenschaftler und Forstpraktiker
- Lüpke, Carl Anton (1775–1855), deutscher Bischof
- Lüpke, Gerd (1920–2002), deutscher Schriftsteller, Hörfunkautor, Übersetzer, Hörfunksprecher und Rezitator
- Lüpke, Geseko von (* 1958), deutscher Journalist und Autor
- Lüpke, Hans von (1866–1934), evangelischer Theologe
- Lüpke, Johannes von (* 1951), deutscher Theologe
- Lüpke, Ludwig Georg von (1795–1865), deutscher Jurist und Direktor der Staatslotterie des Königreichs Hannover
- Lüpke, Theodor von (1873–1961), deutscher Architekt, preußischer Baubeamter, Dokumentarfotograf
- Lüpkes, Sandra (* 1971), deutsche SchriftstellerinSandra Lüpkes (* 1971)

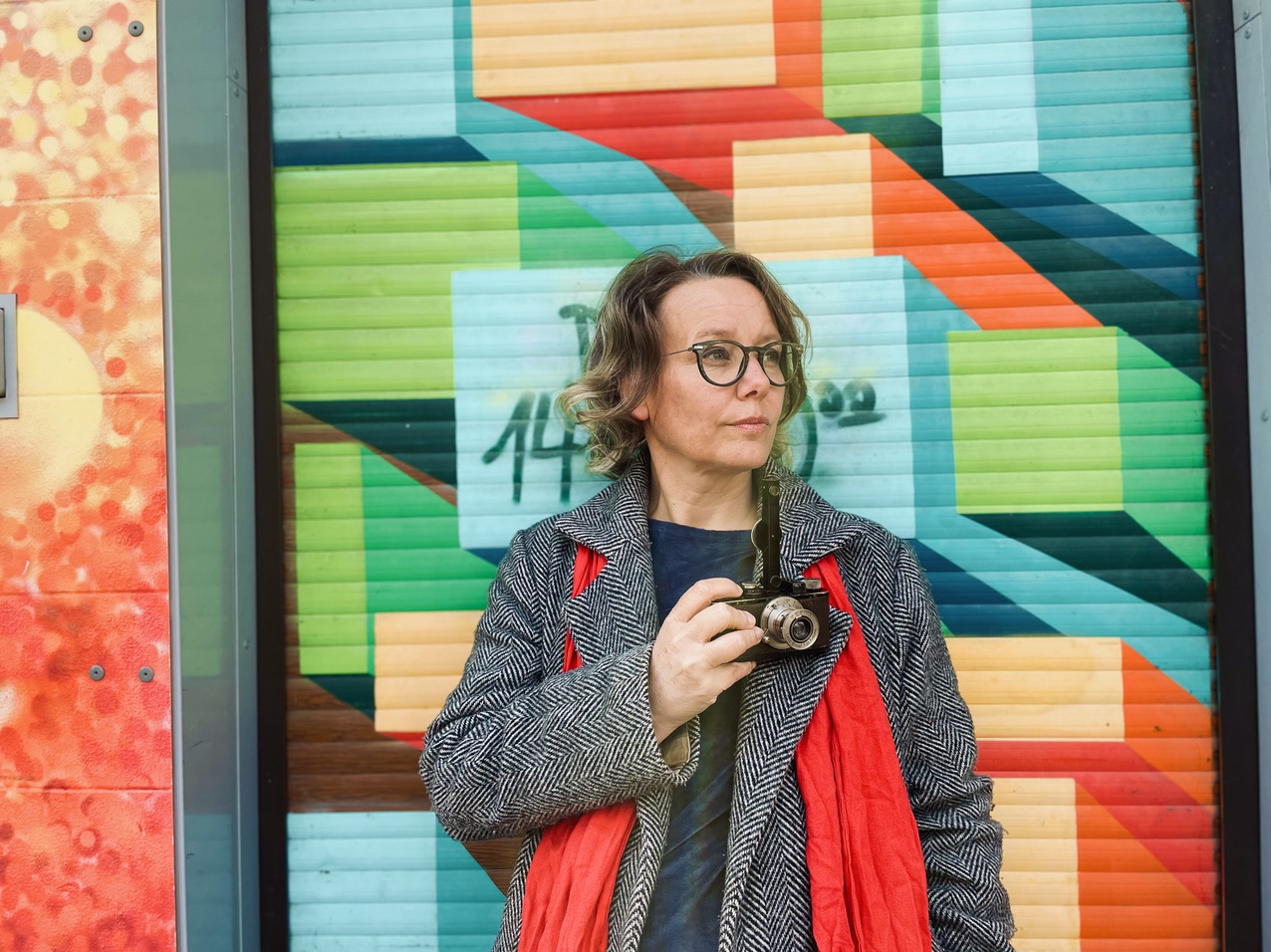
Sandra Lüpkes (* 1971)

### Lupl
- Luplau, Anton Carl (1745–1795), deutscher Porzellan-Bossierer und Modelleur
- Luplau, Marie (1848–1925), dänische Malerin und Pädagogin

### Lupo
- Lupo (* 1949), deutscher Musiker
- Lupo, Alberto (1924–1984), italienischer Schauspieler
- Lupo, Daniele (* 1991), italienischer Beachvolleyballspieler
- Lupo, Danny (1972–2016), US-amerikanischer Eishockeyspieler
- Lupo, Frank (1955–2021), US-amerikanischer Autor und Filmproduzent
- Lupo, Michele (1932–1989), italienischer Filmregisseur
- Lupo, Rino (1884–1934), italienischer Filmregisseur
- Lupo, Thomas († 1627), englischer Komponist
- Lupoff, Richard A. (1935–2020), amerikanischer Schriftsteller
- Lupoi, Mihail (1953–2012), rumänischer Offizier, Architekt und Politiker, Senator und Tourismusminister
- Lupold von Bebenburg († 1363), Rechtsgelehrter, Offizial des Würzburger Bischofs, als Lupold/Leopold III. Bischof von Bamberg (1353–1363)
- Lupold von Nordenberg († 1276), kaiserlich deutscher Reichsküchenmeister
- Lupold von Raitenbach, deutscher Adliger, Komtur des Deutschen Ordens
- Lupolianski, Uri (* 1951), israelischer Politiker (Bürgermeister von Jerusalem 2003–2008)
- LuPone, Patti (* 1949), US-amerikanische Sängerin und SchauspielerinPatti LuPone (* 1949)

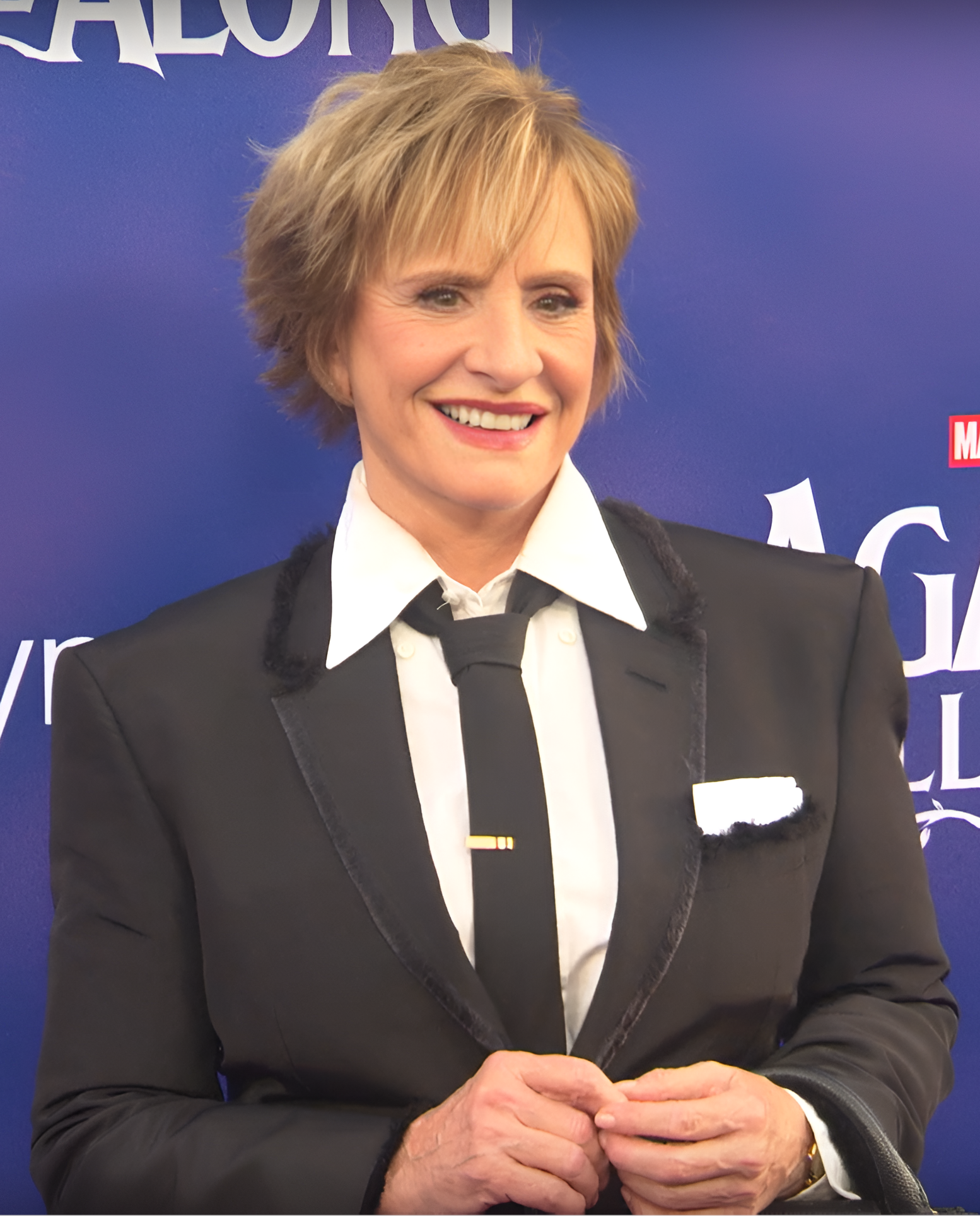
Patti LuPone (* 1949)

- LuPone, Robert (1946–2022), US-amerikanischer Schauspieler, Tänzer und Künstlerischer Leiter
- Luporini, Cesare (1909–1993), italienischer Philosoph, Literaturkritiker und Politiker
- Lupot, Nicolas (1758–1824), französischer Geigenbauer

### Lupp
- Lupp, Stefan (* 1978), deutscher Fußballschiedsrichter
- Luppa, Dietmar (* 1940), deutscher Biochemiker, Hochschullehrer
- Luppa, Peter (* 1959), deutscher Schauspieler
- Luppe, Gregorius († 1636), deutscher Oberstadtschreiber, Syndikus und bürgerlicher Rittergutsbesitzer
- Luppe, Hermann (1874–1945), deutscher Jurist und PolitikerHermann Luppe (1874–1945)

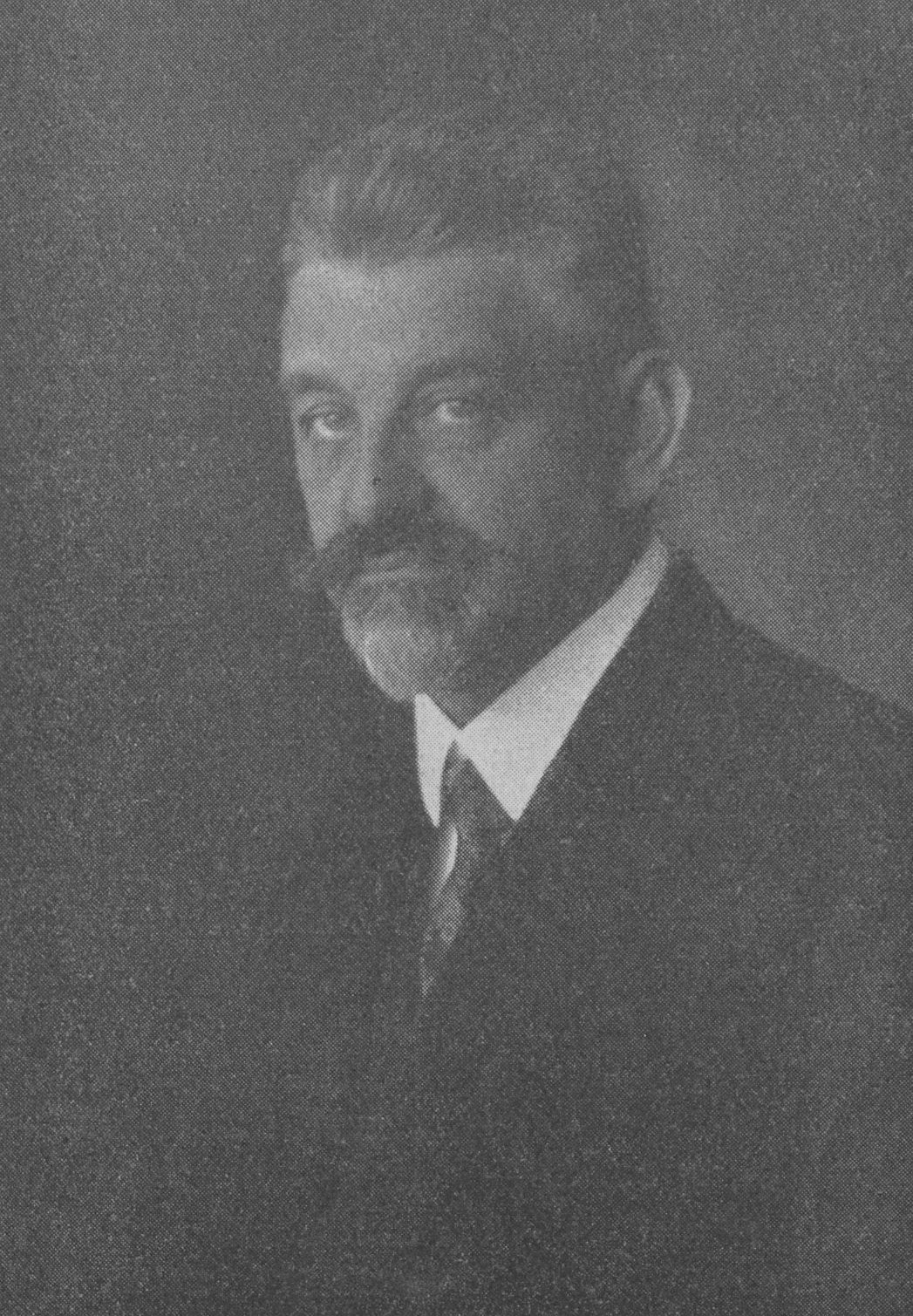
Hermann Luppe (1874–1945)

- Luppe, Johann Samuel (1685–1742), deutscher evangelischer Theologe und Superintendent von Jessen (Elster)
- Luppe, Karl (1819–1867), deutscher Theologe, Erzieher Friedrichs I. von Anhalt
- Luppe, Wolfgang (1931–2014), deutscher Papyrologe und Altphilologe
- Luppen, Martin (* 1936), deutscher Fußballtrainer
- Luppi, Federico (1936–2017), argentinischer Film- und Theaterschauspieler
- Luppis, Giovanni (1813–1875), österreichischer Marineoffizier und Ingenieur
- Luppius, Andreas (1654–1731), deutscher Verleger und Buchhändler
- Luppol, Iwan Kapitonowitsch (1896–1943), sowjetischer Literaturkritiker und Philosoph
- Lupprian, Lars (* 1972), deutscher American-Football-Spieler

### Lups
- Lüps, Luis (* 1986), deutscher Schauspieler
- Lüps, Vinzenz (* 1981), deutscher Snowboarder
- Lüpsen, Focko (1898–1977), deutscher Journalist und Verleger

### Lupt
- Lupton, Ellen (* 1963), US-amerikanische Grafikdesignerin und Autorin
- Lupton, Frank (1854–1888), britischer Verwaltungsbeamter im ägyptischen Sudan
- Lupton, Hugh (* 1952), englischer Erzähler (storyteller) und Autor
- Luptow, Frank (1905–1952), US-amerikanischer Autorennfahrer
- Luptowits, Michael (1915–1998), österreichischer Lehrer und Politiker (SPÖ), Landtagsabgeordneter, Abgeordneter zum Nationalrat, Mitglied des Bundesrates

### Lupu
- Lupu, Dănuț (* 1967), rumänischer Fußballspieler
- Lupu, Marian (* 1966), moldauischer Politiker
- Lupu, Mikaela (* 1995), portugiesische Schauspielerin
- Lupu, Mircea-Sergiu (* 1962), rumänischer Schachspieler
- Lupu, Natalija (* 1987), ukrainische Mittelstreckenläuferin
- Lupu, Petre (1920–1989), rumänischer Politiker (PCR), Minister und Botschafter
- Lupu, Radu (1945–2022), rumänischer PianistRadu Lupu (1945–2022)

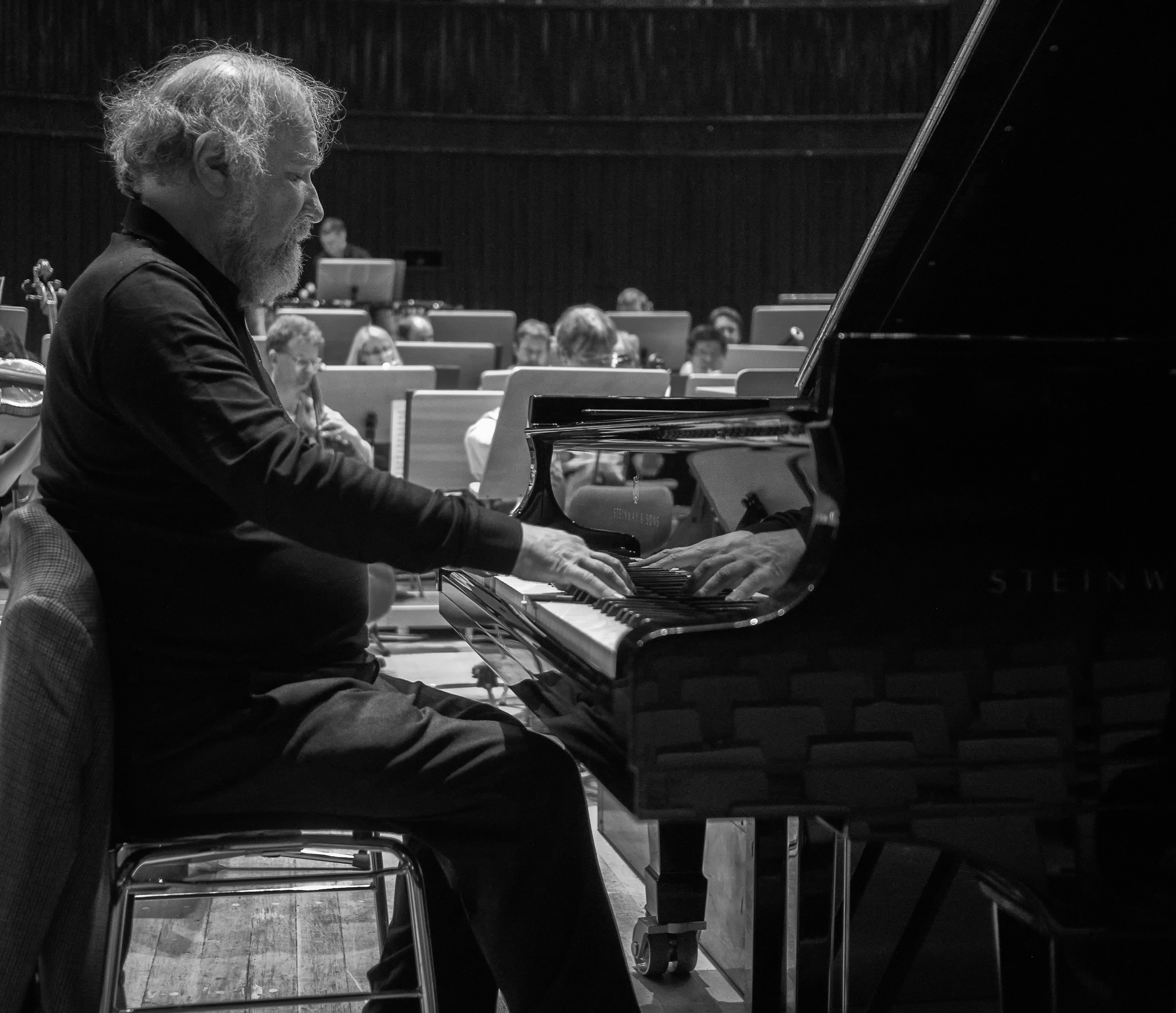
Radu Lupu (1945–2022)

- Lupu, Ștefăniță (* 1641), Herrscher des Fürstentums Moldau
- Lupu, Vasile († 1661), Fürst des Fürstentums Moldau
- Lupul, Joffrey (* 1983), kanadischer Eishockeyspieler
- Lupul, Johann (1836–1922), österreichisch-rumänischer Lyriker und Politiker, Reichsratsabgeordneter und Landeshauptmann
- Lupulescu, Constantin (* 1984), rumänischer Schachspieler
- Lupulesku, Ilija (* 1967), amerikanischer Tischtennisspieler
- Lupus, Herzog der Langobarden
- Lupus († 752), Herzog, Dux von Spoleto
- Lupus I., Herzog von Aquitanien und Gascogne
- Lupus II., Herzog von der Gascogne
- Lupus Servatus, karolingischer Benediktiner, Theologe und Abt von Ferrières
- Lupus von Sens (573–623), Bischof und Heiliger
- Lupus von Troyes (383–478), französischer Bischof und Heiliger
- Lupus, Christian († 1681), deutscher Theologe, Augustiner-Eremit und Hochschullehrer
- Lupus, Peter (* 1932), US-amerikanischer Bodybuilder und Schauspieler

### Lupz
- Lupzig, Andreas (* 1968), deutscher Eishockeyspieler
- Lupzig, Daniel (* 1989), deutscher Eishockeyspieler